# Ignacio Ambriz
Ignacio Ambriz Espinoza (7 de febrero de 1965; Ciudad de México) es un exfutbolista y director técnico mexicano. Actualmente está sin club.

## Trayectoria

### Como jugador
Vistió las camisetas de diversos clubes, entre los que se encuentran Necaxa, Salamanca, León, Atlante, Atlético Celaya y Puebla. Vivió con el equipo de los Rayos la década dorada de los noventa donde ganaron un bicampeonato de liga en las temporadas 1994-95 y 1995-96 y una copa en 1995. Destacó por ser un mediocampista de gran ida y vuelta y de buen disparo de media distancia. Además llegó a ser jugador internacional, con la selección mexicana formó parte del equipo del mundial de 1994.

### Como entrenador

#### Puebla F.C.
Debutó como entrenador al tomar al Club Puebla en el torneo Clausura 2003, tras la salida de Hugo Fernández para pelear por no descender. Su paso por el equipo poblano fue breve, pero consiguió el objetivo de evadir el descenso gracias a un empate con el Pachuca.

#### Auxiliar de Javier Aguirre
Tras la Copa del Mundo de 2002, emigró al fútbol español como asistente técnico de Javier Aguirre, a quien acompañó por seis años cuando dirigía al Osasuna y al Atlético de Madrid.

#### San Luis
En diciembre de 2009, fue anunciado como director técnico del San Luis.  Al frente del cuadro potosino, acumuló 106 puntos en 85 partidos dirigidos, sin embargo, fue cesado después de no conseguir clasificar al equipo a la liguilla en el Apertura 2011.
En el ámbito internacional, dirigió al San Luis en los octavos de final de la Copa Libertadores 2010, donde cayó por 4-1 (global) ante Estudiantes de la Plata. Ambriz logró clasificar al club a la Copa Libertadores 2011, pero fue eliminado en fase de grupos.

#### Guadalajara
En enero de 2012, el Guadalajara anunció la llegada de Ambriz a la dirección técnica, en sustitución de Fernando Quirarte. Tuvo un paso poco exitoso al frente de las Chivas, con un saldo de cinco victorias, cuatro empates y nueve derrotas en 18 partidos dirigidos. Ambriz dimitió del Guadalajara tras ser eliminado en la fase de grupos de la Copa Libertadores 2012 con una goleada (5-0) del Deportivo Quito.

#### Querétaro
Tras un breve periodo de inactividad fue contratado por el Querétaro FC como director técnico a partir de la Jornada 6 del torneo Clausura 2013 de la Liga MX, en sustitución de Sergio Bueno. Ambriz dirigió a los Gallos Blancos durante cuatro torneos, en los que solo consiguió clasificar una vez al equipo a la liguilla. Fue cesado en la jornada 7 del Clausura 2015, con un saldo de una victoria, dos empates y cuatro derrotas.

#### América
El 26 de mayo de 2015 el Club América hizo oficial la contratación de Ambriz como director técnico del equipo, en sustitución de Gustavo Matosas y con un contrato de 2 años. El 27 de abril de 2016 obtuvo su primer título como entrenador, conquistando la Liga de Campeones de la CONCACAF al vencer a Tigres UANL con un marcador global de 4-1 en el Estadio Azteca.
Dirigió al América en el Mundial de Clubes de 2015, donde perdió en cuartos de final ante el Guangzhou Evergrande y quedó en quinto sitio al derrotar al Mazembe de la República Democrática del Congo.
El 17 de septiembre de 2016, tras los resultados adversos obtenidos, fue cesado de la dirección técnica. En su paso por el club, clasificó dos veces al equipo a semifinales, cayendo ante Pumas UNAM y Monterrey.

#### Necaxa
El 16 de mayo del 2017 fue presentado por la directiva rojiblanca como nuevo técnico al mando de los Rayos del Necaxa, equipo en el que debutó y terminó su carrera como futbolista.
El 11 de abril del 2018 gana la Copa Mx al vencer por la mínima diferencia ante el Toluca. Fue destituido en mayo de 2018 tras no calificar al equipo a la liguilla. Durante su paso por el Necaxa, consiguió 10 victorias, 16 empates y 8 derrotas.

#### Club León
El 19 de septiembre de 2018 ficha por el León de la Primera División de México. Logró regresar al equipo esmeralda a los primeros puestos, y en su primer torneo completo como entrenador del equipo leones consiguió un liderato general con una racha de 12 victorias consecutivas, un subcampeonato en el torneo Clausura 2019 y el campeonato en el Apertura 2020 (Guard1anes 2020), consiguiendo así su primer título nacional como entrenador.

#### SD Huesca
El 28 de junio de 2021 fue nombrado nuevo técnico de la SD Huesca, firmando por 2 temporadas, siendo su debut como primer entrenador en España. Sin embargo, fue destituido el 25 de octubre de 2021, debido a una mala racha de resultados.

#### Deportivo Toluca
El 1 de diciembre de 2021, se confirma su regreso a la Liga MX al ser contratado por el Toluca de cara al torneo Clausura 2022.El 25 de octubre de 2023, Ambriz dejó su cargo de mutuo acuerdo.

#### Santos Laguna
El 12 de febrero de 2024, fue oficializado como entrenador del Santos Laguna.El 12 de noviembre, fue relevado de sus funciones después de una floja actuación en el Apertura 2024.

## Selección nacional
Jugó 64 partidos con la selección de fútbol de México que participó en la Copa América 1993, en la Copa Mundial de Fútbol de 1994 y en la que ganó la Copa de Oro de la CONCACAF 1993.
 Participaciones en Copas del Mundo 
| Mundial              | Sede           | Resultado        |
| -------------------- | -------------- | ---------------- |
| Copa Mundial de 1994 | Estados Unidos | Octavos de final |

| Fecha               | Rival    | Sede                | Estadio              | Resultado             |
| ------------------- | -------- | ------------------- | -------------------- | --------------------- |
| 19 de junio de 1994 | Noruega  | Washington, DC      | RFK Memorial Stadium | Noruega 1 - 0 México  |
| 24 de junio de 1994 | Irlanda  | Orlando, FL         | Citrus Bowl          | México 2 - 1 Irlanda  |
| 28 de junio de 1994 | Italia   | Washington, DC      | RFK Memorial Stadium | Italia 1 - 1 México   |
| 5 de julio de 1994  | Bulgaria | East Rutherford, NJ | Giants Stadium       | México 1 - 1 Bulgaria |

 Participaciones en Copa FIFA Confederaciones 
| Copa                           | Sede           | Resultado    |
| ------------------------------ | -------------- | ------------ |
| Copa FIFA Confederaciones 1995 | Arabia Saudita | Tercer lugar |

 Participaciones en Copa América 
| Copa              | Sede    | Resultado        |
| ----------------- | ------- | ---------------- |
| Copa América 1993 | Ecuador | Subcampeón       |
| Copa América 1995 | Uruguay | Cuartos de final |

 Participaciones en Copas Oro 
| Copa          | Sede   | Resultado |
| ------------- | ------ | --------- |
| Copa Oro 1993 | México | Campeón   |

## Clubes

### Como jugador
| Club            | País   | Año       | Partidos | Goles |
| --------------- | ------ | --------- | -------- | ----- |
| Necaxa          | México | 1983-1986 | 19       | 0     |
| Salamanca       | México | 1985-1987 | 0        | 0     |
| Club León       | México | 1987-1989 | 0        | 0     |
| Necaxa          | México | 1989-1996 | 192      | 16    |
| Atlante         | México | 1996-1997 | 22       | 3     |
| Puebla          | México | 1998      | 19       | 0     |
| Atlético Celaya | México | 1998      | 8        | 0     |
| Necaxa          | México | 1999-2001 | 57       | 1     |

### Como entrenador
| Club          | País   | Año       | PJ  | PG  | PE  | PP  | Efectividad |
| ------------- | ------ | --------- | --- | --- | --- | --- | ----------- |
| Puebla        | México | 2003      | 7   | 2   | 2   | 3   | 38.09%      |
| San Luis      | México | 2010-2011 | 78  | 22  | 25  | 31  | 38.89%      |
| Chivas        | México | 2012      | 18  | 5   | 4   | 9   | 35.19%      |
| Querétaro     | México | 2013-2015 | 98  | 37  | 24  | 37  | 45.92%      |
| América       | México | 2015-2016 | 68  | 37  | 12  | 19  | 60.29%      |
| Necaxa        | México | 2017-2018 | 47  | 18  | 18  | 11  | 51.07%      |
| León          | México | 2018-2021 | 114 | 60  | 27  | 27  | 60.52%      |
| Huesca        | España | 2021      | 12  | 4   | 3   | 5   | 41.66%      |
| Toluca        | México | 2021-2023 | 77  | 33  | 23  | 21  | 52.82%      |
| Santos Laguna | México | 2024      | 31  | 5   | 8   | 18  | 24.73%      |
| Total         | Total  | Total     | 550 | 223 | 146 | 181 | 49.4%       |
| Fuente        |        |           |     |     |     |     |             |

## Palmarés

### Como jugador
Títulos Nacionales
| Título           | Club   | País   | Edición |
| ---------------- | ------ | ------ | ------- |
| Primera División | Necaxa | México | 1994/95 |
| Copa México      | Necaxa | México | 1994/95 |
| Primera División | Necaxa | México | 1995/96 |

Títulos Internacionales
| Título          | Club   | País   | Edición |
| --------------- | ------ | ------ | ------- |
| Recopa CONCACAF | Necaxa | México | 1994    |

Títulos Selección
| Título            | Equipo | Sede   | Edición |
| ----------------- | ------ | ------ | ------- |
| Copa Oro CONCACAF | México | México | 1993    |

### Campeonatos nacionales
| Título           | Club   | País   | Año  |
| ---------------- | ------ | ------ | ---- |
| Copa México      | Necaxa | México | 2018 |
| Primera División | León   | México | 2020 |

Títulos Internacionales
| Título                        | Club    | País   | Edición |
| ----------------------------- | ------- | ------ | ------- |
| Liga Campeones de la Concacaf | América | México | 2015-16 |